# Bulbophyllum dearei
Bulbophyllum dearei es una especie de orquídea epifita originaria de Asia.

## Descripción
Es una orquídea de pequeño tamaño que prefiere el clima cálido, con hábitos epifita y ocasionalmente litofita con pseudobulbos ovoides de 5 cm encerrado en vainas y que se mantiene junto al rizoma y una solitario hoja elíptico-oblonga. Florece en el verano y el otoño en una inflorescencia erecta, de 17 cm de largo, de una sola flor  de larga duración, ligeramente fragante y que surge cerca del extremo de la hoja. Esta especie se desarrolla mejor en macetas o cestas, con sombra parcial, dad calor para temperaturas frías y agua regular y fertilizantes.

## Distribución y hábitat
Se encuentra en Borneo, Malasia peninsular y las Filipinas en colina y montes bajos en los bosques montanos en elevaciones de 700 a 1200 metros  en los troncos desnudos de árboles grandes o en los bosques de piedra caliza. 

## Taxonomía
Bulbophyllum dearei fue descrita por (Rchb.f.)  Rchb.f.   y publicado en Flora 71: 156. 1888.
Etimología
Bulbophyllum: nombre genérico que se refiere a la forma de las hojas que es bulbosa.
dearei: epíteto otorgado en honor de Deare, un recolector de plantas inglés de los años 1800.
Sinonimia
- Bulbophyllum dearei A.H.Kent
- Bulbophyllum godseffianum Weathers
- Bulbophyllum punctatum Ridl.
- Bulbophyllum reticosum Ridl.
- Phyllorchis dearei (Rchb. f.) Kuntze
- Phyllorkis dearei (Rchb.f.) Kuntze
- Sanopodium dearei (Rchb. f.) hort. ex Rchb. f.
- Sarcopodium dearei Rchb.f.[3][4]